# Liste der Stolpersteine in Udenheim
Die Liste der Stolpersteine in Udenheim enthält alle Stolpersteine, die im Rahmen des gleichnamigen Kunst-Projekts von Gunter Demnig in Udenheim verlegt wurden. Mit ihnen soll der Opfer des Nationalsozialismus gedacht werden, die in Udenheim lebten und wirkten.

## Verlegte Stolpersteine
| Adresse, Lage               | Verlegedatum | Name, Inschrift | Bild | Anmerkung |
| --------------------------- | ------------ | --- | ---- | --------- |
| Schlossstraße 17 (Standort) | 7. Feb. 2023 | SCHLOSSSTR. 17 WOHNTE KATHARINA EDINGER GEB. KAHN JG. 1874 DEPORTIERT 1942 THERESIENSTADT ERMORDET 5.3.1944                                          |      |           |
| Wilhelmstraße 30 (Standort) | 7. Feb. 2023 | HIER WOHNTE MARIA HEEB JG. 1908 SEIT 1933 MEHRERE HEILANSTALTEN ZWANGSSTERILISIERT 1934 ´VERLEGT´ 16.11.1944 HEILANSTALT HADAMAR ERMORDET 14.12.1944 |      |           |